# Трупіал плямистоволий
Трупіа́л плямистоволий (Icterus pectoralis) — вид горобцеподібних птахів родини трупіалових (Icteridae). Мешкає в Мексиці і Центральній Америці.

## Опис

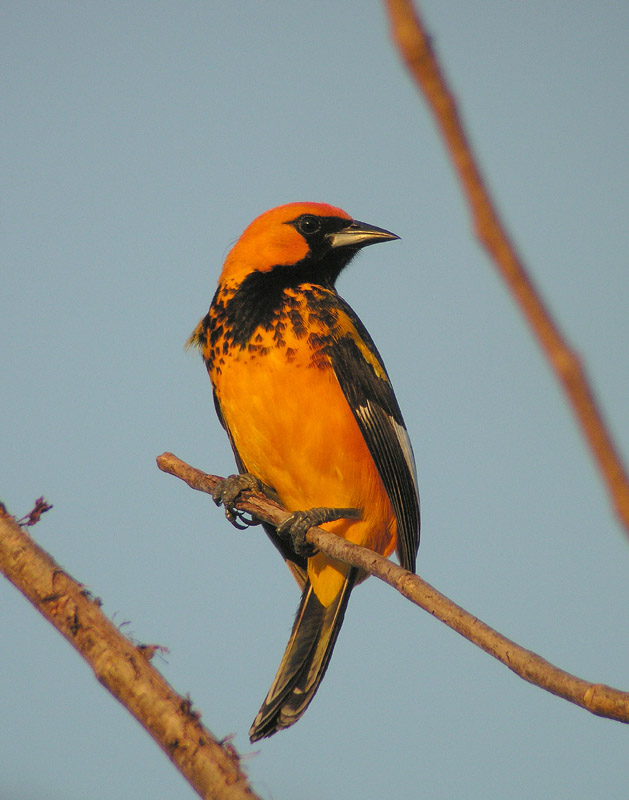
Плямистоволий трупіал

Довжина птаха становить 21-24 см, самці важать 50-53 г, самиці 45 г. Довжина крила становить 8,8-11,4 см, довжина хвоста 8,5-11,2 см, довжина дзьоба 1,9-2,4 см, довжина цівки 2,6-3 см. У самців голова, шия і нижня частина тіла оранжеві або жовтувато-оранжеві. Горло чорне, верхня частина грудей поцяткована чорними краплеподібними плямами. Спина, крила і стернові пера чорні, на обличчі чорна "маска". На крилах жовті смуги, другорядні махові пера частково білі. Райдужки темно-карі, дзьоб дещо вигнутий, чорний, знизу біля основи сірий, лапи сизі. Самиці мають менш констрастне, блідіше забарвлення, нижня сторона хвоста у них оливково-зелена. Забарвлення молодих птахів варіюється від блідо-жовтого до оливково-коричневого, чорні плями на голові і грудях у них відсутні.

## Підвиди
Виділяють чотири підвиди:
- I. p. carolynae Dickerman, 1981 — південно-західна Мексика;
- I. p. pectoralis (Wagler, 1829) — південно-східна Мексика;
- I. p. guttulatus Lafresnaye, 1844 — від південної Мексики до Нікарагуа;
- I. p. espinachi Ridgway, 1882 — від південного Нікарагуа до північно-західної Коста-Рики.

## Поширення і екологія
Плямистоволі трупіали мешкають в Мексиці, Гватемалі, Сальвадорі, Гондурасі, Нікарагуа і Коста-Риці. Вони були інтродуковані до Флориди, де впереше спостерігалися у 1949 році, а також на острів Кокос. Вони живуть в сухих тропічних лісах, рідколіссях і чагарникових заростях, на узліссях і галявинах, в парках і садах. Зустрічаються парами або невеликими зграйками, на висоті до 1500 м над рівнем моря, переважно на висоті до 900 м над рівнем моря. Іноді приєднуються до змішаних зграй птахів. Живляться комахами та іншими безхребетними, а також плодами, ягодами, насінням і нектаром. Сезон розмноження триває з квітня по липень. Гніздо мішечкоподібне, довжиною 50 см, робиться з трави, корінців та інших рослинних волокон, підвішується на колючому дереві, на висоті від 6 до 18 м над землею. В кладці 3 яйця. Насиджують самиці, за пташенятами доглядають і самиці, і самці.